# Thúry–Bányai-kastély (Székelytamásfalva)
Székelytamásfalva nevezetes épülete a Thúry–Bányai-kastély, az erdélyi empire stílus egyik legjelentősebb háromszéki emléke. A 19. század eleji műemlék épület a falu szélén, a Zabolára vezető út jobb oldalán a 67. szám alatt található.

## Története
A falu első írásos említése 1591-re tehető. A korabeli dokumentumokban, az orbaiszéki hadköteles székelyek összeírásában Tamásfalva néven szerepelt.
A 16–17. század fordulóján legjelentősebb birtokosai a Tamásfalvi, Szentkirályi, Thúry és Czerjék család volt.
A Tamásfalvi családnak birtokai voltak még Zabolán és Nyújtódon, a Thúry családnak pedig Uzonban is.  
Tamásfalvi Gergely és Tamásfalvi György 1415-ben, János Zsigmond erdélyi fejedelem boszniai hadjáratában tanúsított vitézségükért nemességet szereztek.  
A Magyarországról származó Thúry család házasság útján került a 17. század elején Tamásfalvára, tagjai Orbaiszéken több jelentős tisztség viselői voltak. 
Thúry Ferenc 1571-ben Miksa királytól nyert nemesi levelet, részt vett Báthori István erdélyi fejedelem lengyelországi hadjáratában, 1602-ben Székely Mózes Gyulafehérvár védelmét bízta rá. Thúry Márton fia Thúry István Orbaiszék alkirálybírója volt. Thúry József 1820-ban főkormányszéki levéltári igazgatóként tevékenykedett. A Thúry család legismertebb  tagja Thúry Gergely országgyűlési képviselő, 1848-as honvédszázados, aki részt vett az Agyagfalvi Nemzetgyűlésen, a brassói és tömösi csatában küzdött, majd rövid ideig a prázsmári vár parancsnoka volt. Halála után a Bányaiak tulajdonába került a birtok és vele együtt a későklasszicista jegyeket viselő rangos lakóház.
A két család Thúry Márton és Tamásfalvi Kata házassága révén kapcsolódott össze. A férj  később megörökölte a Tamásfalvi család fiúágon kihalt tamásfalvi ágának birtokait. A Tamásfalvi családnak is lehetett nemesi udvarháza a faluban, amely Thúry Márton tulajdonába került, azonban erre vonatkozóan nincsenek utalások a korabeli dokumentumokban. Az sem bizonyított, hogy a 16. századi épület lehetett a mai Thúry–Bányai-kastély elődje.
Háromszék legnagyobb késő klasszicista-empire stílusú épülete 1810–1820 körül épült.
A kastélyt és a hozzá tartozó mintegy százhektárnyi birtokot 1865-ben a Bányai család vásárolta meg, a két világháború közötti időszakban Bányai Sándor és Bányai Miklós voltak a tulajdonosai. 
A 20. század közepén állami tulajdonba került épületet 1973-ban a falu művelődési otthonává alakították át.
A rendszerváltást követően Bányai Miklós örököse, Damokos Erzsébet visszaigényelte a kastélyt. A későbbiekben a zabolai önkormányzat megvásárolta az ingatlant, így napjainkban is a székelytamásfalviak művelődési otthonaként működik. 

## Leírása
A Thúry–Bányai-kastély késő klasszicista-empire stílusban épült. Az enyhe emelkedőn álló kastély nyújtott téglalap alaprajzú, kétszintes, tört síkú tetőzettel fedett épület. Főhomlokzatán klasszicista díszítőelemek láthatók, a központi lépcsőfeljárót balusztrád, dór félpillérek, valamint pilaszterek díszítik, tetejét háromszögű timpanon koronázza.  
A sarokrizalitokat szegmensíves orommezőkkel alakították ki, melyekbe jellegzetesen empire füzéreket helyeztek el. 
Az épület hátsó homlokzatán sarokrizalitok között húzódó boltívsor látható, melyen fából ácsolt tornác nyugszik. 
A falu szélén, a Zabolára vezető út jobb oldalán magas fenyőfák és néhány terebélyes vadgesztenye jelzi az udvarház előtt elterülő, egykor igényesen kialakított kertet. 
A  kétszintes, manzárdtetős épület sajátossága a homlokzatok eltérő kialakítása. Az épület kert felőli oldalán kőpilléres boltívsor és fölötte faoszlopos tornác látható. A főhomlokzat síkját két oldalrizalit és középtengelyben elhelyezett lépcsőfeljáró töri meg. Az empire jegyében készített díszítőelemek némi hasonlóságot mutatnak az oltszemi Mikó-kastély homlokzatképzésével.
A stílusjegyek alapján az épület keletkezése a 19. század első felére tehető, de nem kizárt, hogy valójában az oklevelekből ismert Tamásfalvi-udvarház átépítéséről van szó.
Az épületet 1973-ban a helyi kultúrotthon céljaira alakították át, a központi helyiségek egy részét egybenyitották. A külső tatarozása mellett, az új funkciónak megfelelően, a színpad és nézőtér kialakítása érdekében, az épület építészeti értékének jelentősen ártva, belső átalakításokat végeztek. 

## Külső hivatkozások
- Hereditatum
- Family History